# 鈴木康弘 (実業家)
鈴木 康弘（すずき やすひろ、1965年2月28日 - ）は、日本の実業家。デジタルシフトウェーブ社長、日本オムニチャネル協会会長、SBIホールディングス取締役、情報経営イノベーション専門職大学超客員教授、DXマガジン総編集長。

## 人物
セブン&アイHDを率いた鈴木敏文の二男として東京都に生まれる。武蔵工業大学卒業後、富士通に入社。システムエンジニアとして勤務。その後ソフトバンクに転職。電子商取引事業の立ち上げに携わり、1999年には同社、セブン-イレブン、トーハン、ヤフーとの合弁会社であるネット書籍販売会社イー・ショッピング・ブックスの社長に就任。
セブン&アイHD執行役員を経て、2014年3月には、セブン&アイHDにおけるネットショッピング事業の再編に伴い、セブン&アイ・ネットメディア社長に就任したほか、同12月にはセブン&アイHDのCIOに抜擢される。2015年5月、セブン&アイHD取締役に就任。HD内のリアル店舗とネット販売を融合する取り組みであるオムニチャネル戦略の指揮を執る。
セブン&アイHD会長兼CEOだった父親の敏文が2016年4月に辞任を表明。同年12月30日を以て、康弘も自身からの申し出によってセブン&アイHD取締役から退いた。
2017年3月1日、ITコンサルティング会社「デジタルシフトウェーブ」を立ち上げ、社長に就任する。

## 略歴
- 1987年3月 - 武蔵工業大学（現：東京都市大学）工学部電気工学科卒業[8]
- 1987年4月 - 富士通入社[9]
- 1996年9月 -  ソフトバンク入社[9]
- 1999年4月 - ソフトバンク・コマース執行役員[9]
- 1999年8月24日 - イー・ショッピング・ブックス（2009年12月に株式会社セブンネットショッピングに社名変更）設立。同社取締役[9]
- 2000年6月 - イー・ショッピング・ブックス代表取締役社長就任[9]
- 2008年3月24日 - 株式会社セブンインターネットラボを設立｡株式会社セブンネットショッピングと兼任で代表取締役社長就任[9]
- 2008年7月 - セブン&アイ・ネットメディア取締役[9]
- 2014年
  - 3月1日 - 株式会社セブン&アイ・ネットメディアが株式会社セブンネットショッピングを吸収合併。セブン&アイ・ネットメディア代表取締役社長に就任[9]
  - 12月 - セブン&アイHD執行役員CIO就任[9]
- 2015年5月28日 - セブン&アイHD取締役執行役員CIO就任[9]
- 2017年3月1日 - デジタルシフトウェーブ代表取締役社長[9]
- 2017年6月29日 - SBIホールディングス取締役[9]
- 2020年4月1日 - 情報経営イノベーション専門職大学情報経営イノベーション学部客員教授[10]
- 2020年3月 - 一般社団法人日本オムニチャネル協会初代会長[11]
- 2021年4月1日 - DXマガジン総編集長[12]
- 2023年12月1日 - 東京都市大学特任教授